# Pseudoecophora vitellinella
Pseudoecophora vitellinella är en fjärilsart som beskrevs av Otto Staudinger 1898. Pseudoecophora vitellinella ingår i släktet Pseudoecophora och familjen praktmalar, Oecophoridae. Inga underarter finns listade i Catalogue of Life.